# Adó de Friül
Adó o Adonis (o Ató) (mort 695 o 696) fou duc de Friül després de l'enderrocament de l'usurpador Ansfrid, que fou derrotat a Verona a 694, cegat i exiliat. D'acord amb Pau el Diaca, era un germà de l'ex duc Rodoald i va governar durant un any i set mesos. La longitud real del seu regnat es discuteix, ja que el seu successor apareix uns anys després. S'esmenta amb el títol servator loci (cuidador) i és possible que només hagués administrat el ducat com a regent en nom del rei.
Un tal Adó va lluitar amb Raginpert, duc de Torí, contra Liutpert en 702, però la identificació d'aquest Adó amb el duc de Friül és discutible. Va morir a Cividale vers el 695 o 696, si bé alguns historiadors o retarden algun temps més, fins als primers anys del segle viii. El va succeir Ferdulf.